# Pablo Sanz Baeza

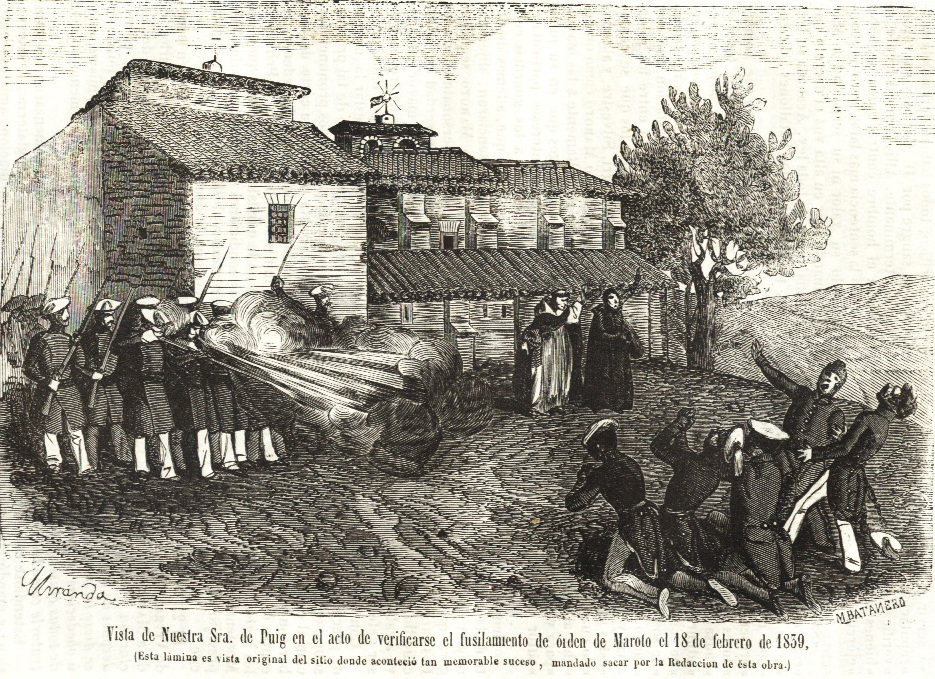
Fusilamientos de Estella ordenados por Maroto. "Galería Militar Contemporánea". Madrid 1846

Pablo Sanz y Baeza (Pamplona, 7 de junio de 1801 - Estella, 18 de febrero de 1839) fue un militar carlista español. 
Comandante y ayudante del general Zumalacárregui, alcanzó el grado de Mariscal de Campo y estuvo al frente de la 1.ª brigada de Navarra. Participó activamente en la Expedición Real. Formó parte del grupo enfrentado al general Maroto que conspiraron en su contra, por lo que fue apresado y ejecutado en Estella.

## Biografía
Contrario al régimen liberal, había combatido junto con las tropas de Santos Ladrón de Cegama en la Guerra Realista.
Era oficial de la Guardia Real de Infantería de Fernando VII y, al morir este rey, pidió la licencia absoluta y se presentó al general carlista Zumalacárregui, quien le nombró su ayudante de campo, y a cuyo lado se batió en las acciones de Nazar, Usarta, Vitoria, Heredia, Alsasua, Gulina, Muez, Olazagoitia, Artaza, Larrión, Viana, Echarri-Aranaz, Arrieta, Alegría, Eraul, Peñas de San Fausto y Arquijas, llegando a obtener la cruz de San Fernando, el empleo de coronel y el mando del 6.º batallón de Navarra. Se distinguió después en las acciones de Celandieta, Elzaburu, Oroquieta, Arróniz y las Amézcoas, ascendiendo a general de brigada.
Derrotó al general Espartero en Unzá, el 19 de marzo de 1836; venció al regimiento de África y al batallón de tiradores argelinos de la Legión francesa, en Luizoain, ganando la faja de mariscal de campo en los combates de Medianas y Carrasqueda. Se apoderó, en octubre de 1836, de los arrabales de Oviedo pero no pudo invadir del todo la ciudad; entró en Gijón y en Avilés, recorrió la provincia de León y por Asturias regresó de nuevo al Norte. Cuando el infante Sebastián Gabriel se encargó del mando en jefe del ejército carlista del Norte, tuvo a su lado, con el cargo de ayudante de campo, a Sanz, quien ganó la batalla de Oriamendi.
Cuando la expedición de Don Carlos por Aragón, Cataluña, el Maestrazgo y Castilla, se confió a Sanz el mando de la 1.ª división, compuesta de los batallones 9.º, 10.º y 12.º de guías de Navarra, distinguiéndose en las batallas de Huesca, Barbastro, Gra, Sampedor, la toma de Burriana, batalla de Chiva, victoria de Villar de los Navarros y en la acción de Retuerta, en donde fue derrotado, con grandes pérdidas.
En 1839 estuvo al frente de la División de Operaciones. Cuando el general Maroto fue encargado del mando en jefe del ejército carlista del Norte, el mismo Don Carlos dispuso que Sanz le acompañase con la división de operaciones que debía llevar siempre a sus inmediatas órdenes dicho general en jefe. Supo Maroto que Sanz y el general carlista Francisco García Dicastillo se habían puesto de acuerdo para oponerse a cualquier convenio con los isabelinos, y mandó prender a ambos en Tolosa, que terminaron siendo fusilados en Estella, junto con otros generales carlistas como Juan Antonio Guergué, Francisco García, Teodoro Carmona y José Javier Úriz, en Estella, el 18 de febrero de 1839. Sin mayores obstáculos, fue posible el Convenio de Vergara.